# Ingelstorps socken
Ingelstorps socken i Skåne ingick i Ingelstads härad, ingår sedan 1971 i Ystads kommun och motsvarar från 2016 Ingelstorps distrikt.
Socknens areal är 15,82 kvadratkilometer varav 15,7 land. År 2000 fanns här 349 invånare. Godset  Hedvigsdals gård samt kyrkbyn Ingelstorp med sockenkyrkan Ingelstorps kyrka ligger i socknen.

## Administrativ historik
Socknen har medeltida ursprung. 
Vid kommunreformen 1862 övergick socknens ansvar för de kyrkliga frågorna till Ingelstorps församling och för de borgerliga frågorna bildades Ingelstorps landskommun. Landskommunen uppgick 1952 i Glemmingebro landskommun som upplöstes 1971 då denna del uppgick i Ystads kommun samtidigt som området överfördes till Malmöhus län. Församlingen uppgick 2002 i Löderups församling.
1 januari 2016 inrättades distriktet Ingelstorp, med samma omfattning som församlingen hade 1999/2000.  
Socknen har tillhört län, fögderier, tingslag och domsagor enligt vad som beskrivs i artikeln Ingelstads härad. De indelta soldaterna tillhörde Södra skånska infanteriregementet, Ingelsta kompani och Skånska dragonregementet, Borreby skvadron, Borreby kompani.

## Geografi
Ingelstorps socken ligger öster om Ystad med Östersjökusten i söder. Socknen är en mjukt kuperad odlingsbygd med ett backlandskap vid kusten.

## Fornlämningar
Cirka 25 boplatser från stenåldern är funna. Från järnåldern finns fyra flatmarksgravfält.

## Namnet
Namnet skrevs 1330 Ingälstorp och kommer från kyrkbyn. Namnet innehåller mansnamnet Ingiald och torp, 'nybygge'..